# Matthew Dear

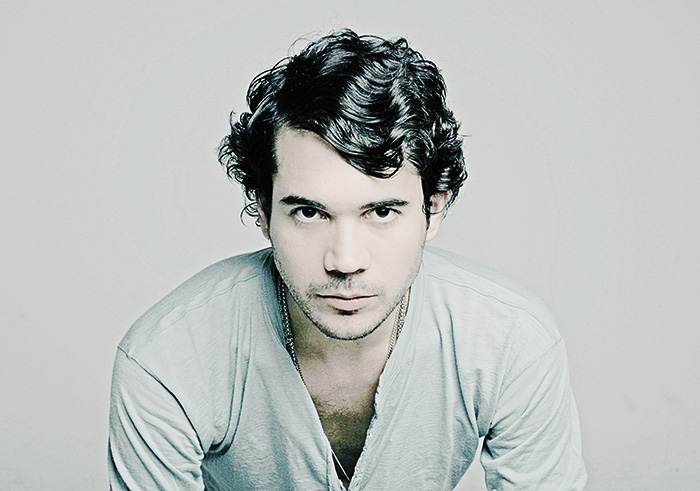
Matthew Dear

Matthew Dear (* in Texas) ist ein DJ und Produzent von Technomusik. Er ist auch unter den Pseudonymen Audion, Jabberjaw und False bekannt.

## Geschichte
Auf einer Studentenparty lernte er Sam Valenti kennen. Dieser veröffentlicht seine Musik auf dem neu gegründeten Ghostly International Label. Die EP Hands Up For Detroit erhält die Labelnummer 1. Der Titel Dog Days wurde einer der Best Sellers des Labels Spectral und wurde zu Favoriten von internationalen Discjockeys wie Richie Hawtin. 2005 erschien das Album Suckfish, dem 2007 das Album Asa Breed folgte. Bei letzterem treten Dears Vorlieben für Wave und Pop stärker hervor. Auf dem Label M nus erschienen unter dem Pseudonym False mehrere Produktionen Dears.

## Diskografie

### Matthew Dear
Alben:
- 2003 Leave Luck to Heaven (Spectral Sound)
- 2004 Backstroke (Spectral Sound)
- 2007 Asa Breed (Ghostly International)
- 2008 Asa Breed Black Edition (Ghostly International)
- 2010 Black City (Ghostly International)
- 2012 Beams (Ghostly International)

EPs:
- 2003 EP1 (Spectral Sound)
- 2003 EP2 (Spectral Sound)
- 2007 Don and Sherri (Ghostly International)

Singles
- 2000 Irreparably Dented (Spectral Sound)
- 2001 Stealing Moves (Spectral Sound)
- 2003 Dog Days (Spectral Sound)
- 2004 Anger Management / Future Never Again (Spectral Sound)
- 2007 Deserter (Ghostly International)

Remixes
- 2006 Hot Chip – No Fit State (EMI)
- 2006 The Chemical Brothers – Do it Again (EMI)
- 2007 Black Strobe – I'm a Man (PlayLouder)
- 2007 Terence Fixmer – Electrostatic (Planete Rouge)
- 2007 Dubfire – I Feel Speed" (SCI + TEC Digital Audio)

### Audion
Alben
- 2005 Suckfish
- 2016 Alpha

Singles
- 2006 Fabric 27 (Fabric)
- 2006 Just a Man / Just a Woman (mit Ellen Allien) (Spectral Sound)
- 2006 Mouth to Mouth (Spectral Sound)
- 2007 Mouth to Mouth (Remixes) (Spectral Sound)
- 2007 Noiser/Fred's Bells (Spectral Sound)
- 2008 „Billy Says Go“ (Spectral Sound)

### False
Alben
- 2003 False (Plus 8)
- 2007 2007 (M nus)